# Cryptopsaras
Cryptopsaras is een monotypisch geslacht van straalvinnige vissen uit de familie van zeeduivels (Ceratiidae). Het geslacht is voor het eerst wetenschappelijk beschreven in 1883 door Gill.

## Soort
- Cryptopsaras couesii Gill, 1883